# Can Mora (la Torre de Claramunt)
|  | Aquest article tracta sobre Can Mora de la Torre de Claramunt. Vegeu-ne altres significats a « Can Móra (desambiguació)». |

Can Mora és un molí del municipi de la Torre de Claramunt que forma part de l'Inventari del Patrimoni Arquitectònic de Catalunya. Té la tipologia tradicional dels molins paperers, és una casa de planta rectangular amb sostre a dos aigües, de teules, i façana plena de petites finestretes fetes, originàriament, per penjar el paper per assecar-lo.

## Història
Probablement la seva cronologia és la mateixa del molí de la vila de Capellades i del molí de Can Romaní (s. XVI-XVII) o pot ser una mica més posterior. Està al costat d'una petita torre, al costat del riu Anoia, que deuria ser de vigilància del camí reial i que probablement, va donar nom al nucli de la Torre Baixa.
A Can Mora hi ha la capella-oratori de Sant Ramon Nonat, amb escenes de la vida d'aquest Sant, pintades per un vianant francès a inicis del segle xix (1802).